# Собор (роман, Бласко Ібаньєс)
«Собор» (ісп. La catedral) — роман іспанського письменника Вісенте Бласко Ібаньєса, що вперше вийшов 1903 року.

## Характеристика роману
Вперше надрукований 1903 року видавництвом «Sempere y Compañía» у Валенсії. Роман розповідає про невдачі семінариста, якого звати Габрієль Луна, який після закінчення Третьої карлістської війни оселився у Франції, де захопився революційною думкою. Він повертається у своє рідне місто, Толедо, собор якого дає роману назву, де розпочинає поширювати ідеї рівності серед місцевого населення, однак все закінчується неправильним тлумаченням ідей молодої людини. Критик Франциско Фернандес Віллегас «Зеда» зазначає, що автор виклав у романі занадто багато політичної та філософської складової. Вважається соціальним романом, оформлений у рамки натуралізму.